# Ligiarctus eastwardi
Espèce
Ligiarctus eastwardi est une espèce de tardigrades de la famille des Halechiniscidae. 

## Distribution
Cette espèce est endémique de l'océan Atlantique Nord. Elle a été découverte au large de la Caroline du Nord à 400 m de profondeur.

## Publication originale
- Renaud-Mornant, 1982 : Sous-famille et genre nouveaux de tardigrades marins (Arthotardigrada). Bulletin du Muséum National d'Histoire Naturelle Section A Zoologie Biologie et Écologie Animales, vol. 4, no 1/2, p. 89-94.